# Пиетрароя
Пиетраро̀я (на италиански: Pietraroja, може да се намира и алтернативната, но неправилна форма Pietraroia) е село и община в Южна Италия, провинция Беневенто, регион Кампания. Разположено е на 818 m надморска височина. Населението на общината е 600 души (към 2010 г.).